# Anobium punctatum
Anobium punctatum, comummente conhecido como caruncho (denominação que partilha com outras espécies de insectos xilófagos), é uma espécie de insetos coleópteros polífagos, pertencente à família dos Anobíideos.
A autoridade científica da espécie é De Geer, tendo sido descrita no ano de 1774.
Trata-se de uma espécie presente no território português.

## Etimologia
Do que toca ao nome comum, «caruncho», este entrou na língua portuguesa pelo castelhano antigo, por influência do leonês «caroncho», o qual, por seu turno, proveio do latim cariuncŭla, que é o diminutivo do étimo cărĭes, que significa «apodrecimento; decomposição».

## Descrição
Esta é a espécie mais comum de caruncho em Portugal.
Este insecto xilófago caracteriza-se por deixar um rasto de serrim perto dos orifícios que escarafuncha na madeira. As condições mais favoráveis ao desenvolvimento desta espécie são os locais de clima temperado.